# Hymenocallis fragrans
Hymenocallis fragrans là một loài thực vật có hoa trong họ Amaryllidaceae. Loài này được (Salisb.) Salisb. mô tả khoa học đầu tiên năm 1812.